# Armorial des familles du Périgord
L'Armorial des familles du Périgord rassemble les armoiries, sous forme de figures et de blasonnements, ainsi que les devises des familles nobles et notables ayant eu une présence significative en Périgord sous l'Ancien Régime.

## Liste des familles
- Haut – A
- B
- C
- D
- E
- F
- G
- H
- I
- J
- K
- L
- M
- N
- O
- P
- Q
- R
- S
- T
- U
- V
- W
- X
- Y
- Z

### A
| Blason                   | Nom de la famille, blasonnement et devise |
| ------------------------ | --- |
|                          | Famille d'Abzac D'argent à une bande d'azur chargée d'un besant d'or ; à une bordure aussi d'azur chargée de dix besants d'or, posés cinq en chef, deux en flancs, trois en pointe. Alias écartelé, aux 1 et 2 comme ci-dessus, la bordure chargée de huit besants, aux 2 et 3 d'or à la fasce de gueules accompagnée de six fleurs de lys d'azur 3 et 3 ; sur le tout de gueules à trois léopards d'or. |
|                          | Famille Achard ou des Achards D'argent à trois fasces abaissées de gueules, surmontées de trois doubles deltas de sable entrelacés l'un dans l'autre. Alias écartelé, aux 1 et 4 d'azur à trois étoiles d'or, aux 2 et 3 d'azur à trois besants alias annelets. |
| Blason Famille d'Adhemar | Famille d'Adhémar D'or à trois bandes d'azur. Alias d'azur à trois bandes d'or. Alias à trois fasces ondées d'argent. - Famille noble éteinte |
|                          | Famille d'Aix ou Aitz, Aytz De gueules à la bande d'or. - Famille noble |
|                          | Famille Alamigeon D'azur au lion d'or. - Famille noble éteinte |
|                          | Famille Alexandre de Fonpitou D'azur à trois coquilles d'or. - Famille noble |
|                          | Famille d'Arlot D'azur à trois étoiles d'argent rangées en fasce, accompagnées en chef d'un croissant de même et en pointe d'un arlot (ou grappe de raisin) aussi d'argent, tigé et feuillé de sinople. - Famille noble subsistante |
|                          | Famille d'Artensec D'azur à une fasce d'or, en forme d'arc, bordée de gueules ; au chef cousu de gueules, chargé d'un croissant d'argent accosté de deux étoiles d'or. - Famille noble |
|                          | Famille d'Aubusson D'or à la croix ancrée de gueules. - Famille noble éteinte |
|                          | Famille d'Autressal D'argent à trois chevrons de gueules. - Famille noble |

### B
| Blason                                     | Nom de la famille, blasonnement et devise |
| ------------------------------------------ | --- |
|                                            | Famille de Bastard D'or, à l'aigle d'Empire ; mi-parti d'azur, à la fleur de lys d'or. - Famille noble subsistante |
|                                            | Famille Beau de Verdeney D'azur au chevron d'argent, accompagné de trois roses de même. - Famille noble |
|                                            | Famille de Beaumont De gueules, à la fasce d'argent chargée de trois fleurs de lys d'azur., - Devise : « Impavidum ferient ruinæ » - Famille noble subsistante                                                                                            |
|                                            | Famille de Beaupoil de Saint-Aulaire De gueules à trois couples de chien d'argent, liées d'azur. - Devise : « Semper fidelis » - Famille noble subsistante                                                                                                |
|                                            | Famille de Beynac Burelé d'or et de gueules de dix pièces. Alias d'or à cinq fasces de gueules. - Famille noble éteinte |
|                                            | Famille de Boissat de Mazerat De gueules à la bande d'argent, accompagnée de six besants d'or posés en cercle, trois en chef et trois en pointe. Alias de gueules à six besants d'or posés 3, 2, 1. - Famille noble                                       |
|                                            | Famille de Boüard de Laforest D'argent au lion de sinople, accompagné en chef de deux étoiles du même., - Devise : « Dieu et mon roi » - Famille d'ancienne bourgeoisie                                                                                   |
|                                            | Famille de Boucher ou Bouchet D'argent à deux lions affrontés de gueules ; au chef d'azur chargé d'un croissant accosté de deux étoiles, le tout d'or. Alias au chef d'azur chargé d'un croissant d'argent accosté de deux étoiles d'or., - Famille noble |
|                                            | Famille de Bourdeille D'or à deux pattes de griffon de gueules onglées d'azur, posées l'une sur l'autre en contre-bande. - Famille noble |
|                                            | Famille de Boysson D'argent au chevron de gueules, accompagné en chef, de deux croissants de même, et, en pointe, d'un arbre buisson terrassé de sinople ; au chef d'azur chargé de trois étoiles d'or. - Famille subsistante d'ancienne bourgeoisie      |
|                                            | Famille de Briançon De gueules à trois fasces ondées d'or. - Famille noble |
| Blason Famille de La Brousse de Verteillac | Famille de La Brousse de Verteillac D'or au chêne arraché de sinople, englanté du champ ; au chef d'azur chargé de trois étoiles du premier. Alias au chêne terrassé de sinople fruité de douze glands d'or ; au chef comme ci-dessus. - Famille noble    |

### C
| Blason                                  | Nom de la famille, blasonnement et devise |
| --------------------------------------- | --- |
|                                         | Famille de Cardaillac De gueules, au lion d'argent, armé, lampassé et couronné d'or ; à l'orle de treize besants d'argent. - Famille noble éteinte                        |
|                                         | Famille de Caumont La Force, Lauzun D'azur à trois léopards d'or l'un sur l'autre. Alias tiercé en bande d'or, de gueules et [d'azur]., - Famille noble subsistante       |
| Blason Famille de Chambaud              | Famille de Chambaud de Jonchères D'azur au lion d'or, au chef d'hermine. - Famille noble                                                                                  |
| Blason Famille Chapelle de Jumilhac     | Famille Chapelle de Jumilhac D'azur à la chapelle d'or. Alias parti ; au 2, d'argent à trois chevrons de gueules, qui est du Plessis. - Famille noble                     |
|                                         | Famille Chapt de Rastinhac D'azur au lion d'argent lampassé, armé et couronné de gueules., - Devise : « In Domino confido » - Famille noble                               |
| Blason Famille de Chastenet de Puysegur | Famille de Chastenet D'azur au chevron d'or, accompagné en pointe d'un lion léopardé de même ; au chef d'or plein. - Famille noble subsistante                            |
|                                         | Famille de Chaunac de Lanzac D'argent, au lion de sable, lampassé, armé et couronné de gueules. - Famille noble                                                           |
|                                         | Famille de Chazelles D'azur au chevron d'or, accompagné de trois étoiles de même. - Famille noble                                                                         |
|                                         | Famille du Cheyron du Pavillon D'azur à trois rocs d'échiquier d'or. - Devise : « Cœlum non solum » - Famille noble                                                       |
|                                         | Famille de Clermont de Piles D'azur au soleil d'or. - Famille noble éteinte                                                                                               |
|                                         | Famille de Conan D'argent à trois roses de gueules. Alias un croissant de même posé en abîme. - Famille noble                                                             |
|                                         | Famille de Coulonges ou Colonges, Collongne D'azur à trois tours d'argent. - Famille noble                                                                                |
|                                         | Famille de Cremoux D'azur à trois grenades d'or. - Famille noble subsistante                                                                                              |
|                                         | Famille de La Cropte D'azur à une bande d'or accompagnée de deux fleurs de lys de même, une en chef et une en pointe. - Famille noble                                     |
|                                         | Famille de Cugnac Gironné d'argent et de gueules. Alias d'or et de gueules. - Devises : « Comme il nous plaît » et « Ingratis servire nefat » – Famille noble subsistante |
|                                         | Famille de Cumont D'azur à la croix pattée (alias alésée) d'argent. Alias d'azur à trois croix pattées d'argent. - Famille noble                                          |

### D
| Blason | Nom de la famille, blasonnement et devise |
| ------ | --- |
|        | Famille Denoix de Saint Marc D'argent au lion de sable ; au chef d'azur chargé d'une étoile d'argent entre deux cœurs du même. - Famille subsistante d'ancienne bourgeoisie |

### F
| Blason                   | Nom de la famille, blasonnement et devise |
| ------------------------ | --- |
|                          | Famille de Faubournet de Montferrand Écartelé d'or et de gueules. - Famille noble subsistante |
|                          | Famille de La Faye de Born et de La Martinie D'or à deux fasces de gueules, au lambel de cinq pendants d'azur. Alias de gueules à une croix ancrée d'argent accompagnée en chef d'un lambel de cinq pendants de même., - Famille noble    |
|                          | Famille de Fayolle D'azur à un lion d'argent lampassé, armé et couronné de gueules. - Devise : « Non ibi, sed ubique » - Famille noble |
| Blason Famille de Feletz | Famille de Féletz ou Felets D'argent, au lion couronné de gueules ; à la bordure d'azur chargée de huit besants du champ. Alias la bordure d'or. Alias le lion de sable, les besants d'or. - Famille noble éteinte                        |
|                          | Famille de Foix Écartelé : aux 1 et 4, d'or à trois pals de gueules, qui est de Foix ; aux 2 et 3, d'or à deux vaches de gueules, l'une au-dessus de l'autre, accornées, colletées et clarinées d'azur, qui est de Béarn. - Famille noble |
|                          | Famille de Foucauld D'or, au lion morné de gueules. Alias de gueules au lion d'or. - Famille noble |

### G
| Blason | Nom de la famille, blasonnement et devise |
| ------ | --- |
|        | Famille de Galabert ou Gualabert De gueules au lion d'or. - Famille noble |
|        | Famille de Gaulejac Parti d'argent et de gueules. - Famille noble |
|        | Famille de Gontaut de Biron Écartelé d'or et de gueules. Alias écartelé d'azur à trois cotices d'or et une bordure de sable chargée de tours d'or ou d'argent. - Devises : « Perit, sed in armis » et « L'honneur y git » – Famille noble subsistante |
|        | Famille de Griffon olim Griffoul D'azur au griffon d'or. - Famille noble |

### H
| Blason | Nom de la famille, blasonnement et devise                                                       |
| ------ | ----------------------------------------------------------------------------------------------- |
|        | Famille d'Hastelet ou Astelet De gueules à trois besants d'or. - Famille noble                  |
|        | Maison d'Hautefort D'or à trois forces de sable. - Devise : « Altus et fortis » - Famille noble |
|        | Famille Hébrard de Saint-Sulpice Parti d'argent et de gueules. - Famille noble éteinte          |

### L
| Blason                             | Nom de la famille, blasonnement et devise |
| ---------------------------------- | --- |
| écartelé en sautoir gueules argent | Famille de Lagut et Penaud de Lagut Écartelé en sautoir de gueules et d'argent. - Famille noble                                                                                 |
|                                    | Famille de Lamberterie D'azur au lion d'argent, armé et lampassé de gueules. Alias d'azur au lion d'or. - Devise : « Force et courage » – Famille noble                         |
|                                    | Famille de Lambertye ou Lambertie D'azur à deux chevrons d'or. - Famille noble                                                                                                  |
|                                    | Famille de Lastic De gueules à la fasce d'argent. - Famille noble subsistante                                                                                                   |
|                                    | Famille de Lescure D'or, au lion d'azur. - Famille bourgeoise |
|                                    | Famille de Lestrange ou Lestranges De gueules, à deux lions adossés d'or, surmontés d'un léopard (ou lion léopardé) d'argent. - Devise : « Vis virtutem fovet » - Famille noble |
| Blason Famille de Livron           | Famille de Livron D'argent à trois fasces de gueules, au franc-canton d'argent chargé d'un roc d'échiquier de gueules. - Famille noble                                          |
|                                    | Famille de Lostanges D'argent au lion de gueules lampassé, armé et couronné d'azur, accompagné de cinq étoiles de gueules en orle. - Famille noble                              |
|                                    | Famille de Lubersac De gueules au loup passant d'or. - Devise : « In præliis promptus » - Famille noble                                                                         |
|                                    | Famille de Luppel olim Lupellus, Louvel De gueules au lion d'or. Alias d'or à trois hures de sanglier de sable. - Famille noble                                                 |

### M
| Blason                      | Nom de la famille, blasonnement et devise |
| --------------------------- | --- |
| Blason Famille de Madaillan | Famille de Madaillan de Lesparre [Écartelé] : tranché d'or et de gueules, qui est de Madaillan, et d'azur au lion d'or, qui est de Lesparre. - Famille noble éteinte |
|                             | Famille de Maignol de Mataplane D'azur au griffon d'or. - Famille noble |
|                             | Famille de Maillard ou Mailhard, de La Faye D'argent à trois pommes de pin d'azur. Alias d'azur à trois pommes de pin d'or. - Famille noble subsistante |
|                             | Famille de Maleville D'azur à trois molettes d'éperon d'or. - Famille noble |
|                             | Famille de La Marthonie De gueules au lion d'or lampassé et armé de sable. Alias au chef cousu de sable chargé de trois étoiles d'argent. - Famille noble éteinte |
| Blason Famille du Mas       | Famille du Mas D'azur au chevron d'or accompagné en chef de trois croissants d'argent et en pointe d'un lion de même adextré en chef d'une étoile d'or. Alias écartelé, aux 1 et 4 de gueules à la tour d'argent maçonnée de sable, aux 2 et 3 de gueules à la croix alésée d'argent cantonnée de quatre fleurs de lys du même. - Famille noble subsistante |
|                             | Famille de Mellet de Neuvic ou Melet Parti : au 1, d'azur à trois ruches d'argent, qui est de Mellet ; au 2, d'azur au lion d'argent lampassé, armé et couronné de gueules, qui est de Fayolle. - Famille noble |
|                             | Famille de Montalembert D'argent à la croix ancrée de sable. - Famille noble subsistante |

### N
| Blason | Nom de la famille, blasonnement et devise                                                             |
| ------ | --- |
|        | Famille Noël du Payrat ou Peyrat D'argent au chevron de gueules, accompagné de trois étoiles de même. |

### P
| Blason                    | Nom de la famille, blasonnement et devise |
| ------------------------- | --- |
|                           | Famille de Pérusse des Cars De gueules au pal de vair. - Devise : « Fais que dois, advienne que pourra » - Famille noble subsistante |
|                           | Famille de Peuch ou Puch D'argent à trois fasces de gueules. - Famille noble |
|                           | Famille de Peyronny D'azur à trois tours d'argent maçonnées de sable. - Famille noble |
| Blason Famille de Pindray | Famille de Pindray D'argent, au sautoir de gueules. - Famille noble |
|                           | Famille de La Pisse D'azur au chevron d'or accompagné de trois roses du même., - Famille noble |
|                           | Famille de Pons de Saint-Maurice D'argent à la fasce bandée d'or et de gueules., - Famille noble éteinte |
|                           | Famille de La Porte D'azur à la fasce componée d'or et de gueules de six pièces, accompagnée de deux loups passants d'or, l'un en chef et l'autre en pointe. Alias à deux loups passants d'or séparés par deux cotices de même. - Famille noble |
|                           | Famille du Pouget de Nadaillac D'or au chevron d'azur accompagné en pointe d'un mont de six coupeaux de sinople. - Devise : « Virtus in hæredes » - Famille noble subsistante                                                                   |
|                           | Famille de Prévost D'argent à deux fasces de sable, accompagnées de six merlettes du même, 3, 2 et 1. - Famille noble |
|                           | Famille Prévôt-Leygonie De sinople au chevron d'or. - Famille subsistante d'ancienne bourgeoisie |

### R
| Blason                        | Nom de la famille, blasonnement et devise |
| ----------------------------- | --- |
|                               | Famille du Rieu de Meynadié D'argent à trois fasces ondées d'azur ; au chef de même chargé de trois fleurs de lys d'or. - Famille noble subsistante |
|                               | Famille de La Roche-Aymon De sable semé d'étoiles, ou molettes d'éperon d'or ; au lion de même, armé et lampassé de gueules. Alias le champ semé de trèfles. - Famille noble subsistante                                                                |
|                               | Famille de Rochefort de Théobon De gueules à trois fasces d'or. - Famille noble |
|                               | Famille de Roffignac D'or au lion de gueules. - Devise : « Premier chrétien du Limousin » - Famille noble subsistante |
| Blason Famille de Romanet     | Famille de Romanet du Caillaud D'argent au chevron de gueules accompagné de trois branches de romarin, deux en chef et une en pointe au naturel. - Famille noble                                                                                        |
| Blason Famille Roux de Lusson | Famille Roux de Reilhac olim de Roux Fascé d'argent et d'azur de six pièces, accompagnées en chef de trois fleurs de lys d'or. - Famille noble subsistante                                                                                              |
|                               | Famille de Ruffray de Mongresse D'argent à la guivre de sable, lampassée de gueules, en barre, accompagnée de trois glands de sinople à cupule de gueules, un en chef, un au flanc senestre, un en pointe. - Famille subsistante d'ancienne bourgeoisie |

### S
| Blason                          | Nom de la famille, blasonnement et devise |
| ------------------------------- | --- |
|                                 | Famille de Saint-Chamans De sinople à trois fasces d'argent ; au chef engrêlé de même. - Devise : « Nil nisi vincit amor » - Famille noble                                                                               |
| Blason Famille de Saint-Exupery | Famille de Saint-Exupéry Écartelé : aux 1 et 4, d'or au lion de gueules, qui est de Saint-Exupéry ; aux 2 et 3, d'azur à l'épée haute d'argent garnie d'or posée en pal, qui est du Fraysse. - Famille noble subsistante |
|                                 | Famille Sainte-Claire Deville olim Deville Échiqueté d'or et d'azur. - Famille subsistante d'ancienne bourgeoisie |
|                                 | Famille de Salignac ou de Fénelon, de La Mothe-Fénelon D'or à trois bandes de sinople. - Devise : « A te principium tibi desinet » - Famille noble                                                                       |
|                                 | Famille de Ségur Écartelé : aux 1 et 4, de gueules au lion d'or ; aux 2 et 3, d'argent plein. Alias à la bordure d'azur. - Famille noble                                                                                 |
|                                 | Famille de Selve D'azur à deux fasces ondées d'argent. - Famille noble |

### T
| Blason                        | Nom de la famille, blasonnement et devise |
| ----------------------------- | --- |
|                               | Famille de Talleyrand de Périgord De gueules à trois lions d'or armés, lampassés et couronnés d'azur. - Devise : « Re que Diou » - Famille noble éteinte                                               |
|                               | Famille de Terrasson D'azur à un monde d'or, accompagné en pointe de deux étoiles du même. Alias à trois croissants d'argent adossés et entrelacés, accompagnés de trois étoiles d'or. - Famille noble |
| Blason Famille de Toucheboeuf | Famille de Touchebœuf D'azur à deux bœufs d'or, l'un au-dessus de l'autre. - Famille noble |
|                               | Famille de Tourtel De gueules à trois besants d'or (tourteaux). Alias à trois cygnes (ou oies) d'argent, becqués et membrés d'or. - Famille noble                                                      |
|                               | Famille de Tryon ou Trion D'argent à deux jumelles d'azur en bande, accompagnées en chef d'une croisette ancrée de gueules. - Famille noble éteinte                                                    |

### V
| Blason                   | Nom de la famille, blasonnement et devise |
| ------------------------ | --- |
| Blason Famille de Vassal | Famille de Vassal D'azur, à la bande d'argent remplie de gueules, chargée de trois besants d'or et accompagnée de deux étoiles de même, l'une en chef et l'autre en pointe. - Famille noble subsistante |
|                          | Famille de Vassinhac ou Vassignac D'azur à la bande d'argent [bordée] de sable. - Famille noble |
|                          | Famille de Vitrac de Vandière D'azur à trois trèfles d'or., Alias d'or à trois trèfles de sinople. - Famille noble                                                                                      |

- Haut – A
- B
- C
- D
- E
- F
- G
- H
- I
- J
- K
- L
- M
- N
- O
- P
- Q
- R
- S
- T
- U
- V
- W
- X
- Y
- Z